# Кая, Ахмет
Ахмет Кая (тур. Ahmet Kaya; 28 октября 1957, Малатья — 16 ноября 2000, Париж) — турецкий и курдский поэт, певец и общественный деятель, курдского происхождения, который получил известность в 1980-е и 1990-е годы.

## Биография
Ахмет Кая родился пятым ребёнком в семье курда, эмигрировавшего из Адыямана в Малатью, и турчанки из Эрзурума. Отец был рабочим на государственной швейной фабрике. Начальную школу Ахмет закончил в Малатье. В одном из документальных фильмов он говорит, что познакомился с музыкой после того, как отец подарил ему на день рождения багламу. В свободное от школы время Ахмет работал в магазине, где продавались пластинки и кассеты. Из-за плохого материального положения его семья была вынуждена переехать в Стамбул, а Ахмету пришлось бросить школу. В Стамбуле Кая какое-то время работал таксистом.
В 1985 году вышел его дебютный альбом Ağlama Bebeğim. В 1990-х годах Кая был одним из самых популярных певцов Турции. При этом он не скрывал своих политических взглядов, активно отстаивал оппозиционный взгляд на «курдский вопрос». Так на одном из своих концертов в Германии он выступал на фоне флага Рабочей партии Курдистана и поддерживал её лидера Абдуллу Оджалана. 10 февраля 1999 года был приглашен на телевизионную передачу, где ему была вручена премия «Музыкальная звезда года». Перед исполнением одной из песен с последнего альбома он заявил в прямом эфире на всю страну, что будет петь курдские песни и снимать клипы на эти песни. После скандального выступления официальная пресса и телевидение буквально не давали ему прохода. В адрес Кая сыпались обвинения и оскорбления, а на заседании суда было выдвинуто предложение о тюремном заключении певца на 13 с половиной лет.
Из-за скандалов и судебного преследования в 1999 году Кая с семьёй уехал в Париж. В Европе он давал концерты, писал новые песни, появлялся на телевидении. Тем временем в Турции за сепаратизм его приговорили к трём годам и девяти месяцам тюремного заключения. 16 ноября 2000 года Ахмет Кая умер от сердечного приступа на 44 году жизни. Похоронен в Париже на кладбище Pere Lachaise.
Своими поступками, и выступлениями на своем родном курдском языке в самой Турции, смог добиться легализованности курдского языка на территориях Турции. Но после своей смерти.